# Crazy World
「Crazy World」（クレイジー・ワールド）は、土屋アンナの8枚目のシングル。2008年6月11日発売。

## 収録曲

### CD
1. Crazy World
  - 作詞：ANNA／作曲：Jan Lindvaag／編曲：AKIRA
  - 第一興商「Premier DAM」CMソング
2. What you gonna do?  
  - 作詞：ANNA／作曲・編曲：Lisa Huang
3. Crazy World (FPM Hyper Society mix)
  - 作詞：ANNA／作曲：Jan Lindvaag